# Guglielmo Audisio
Guglielmo Audisio (Bra, 27 gennaio 1802 – Roma, 27 settembre 1882) è stato un presbitero, storico e scrittore italiano.

## Biografia
Guglielmo Audisio si laureò in filosofia e teologia all'Università di Torino. Dopo quattro anni di insegnamento al seminario di Bra, nel 1837 fu nominato presidente della Accademia ecclesiastica di Superga dal re Carlo Alberto. Qui insegnò eloquenza sacra,  teologia morale, diritto canonico e istituzioni di diritto romano. Nel 1848, assieme a Giacomo Margotti, fondò a Torino il giornale Armonia. Per questo motivo era stato vittima dell'influenza anti-clericale che gli l'aveva rimosso dal suo incarico a Superga. Audisio era un fervente sostenitore dei diritti papali e cattolici e contrario al liberalismo politico del Piemonte. Fu rimosso dalla carica per la sua opposizione al governo piemontese.
Costretto a emigrare si recò a Roma, dove papa Pio IX gli affidò l'incarico di professore all'Università di Roma, dove insegnò diritto naturale e diritto delle nazioni. Fu anche nominato canonico della Basilica Vaticana. A Roma Audisio si accostò a ecclesiastici italiani riformisti come Monsignor Liverani, e cercò di conciliare i nuovi indirizzi politici e culturali del tempo con la tradizione cattolica. Spingeva affinché i cattolici esercitassero i loro diritti e svolgessero i loro incarichi contro i rivoluzionari e Mazzini, rifiutando ogni forma di astensionismo.
Nel periodo del Concilio vaticano I fu sospettato di gallicanesimo, col dolore del suo patrono Pio IX, e il suo lavoro sulla società politica e religiosa nel XIX secolo fu condannato dalla chiesa. Audisio accettò la condanna del suo libro, ma protestò caldamente contro l'accusa di eterodossia e disubbidienza.

## Pubblicazioni
- "Lezioni di Eloquenza Sacra" (più edizioni)
- "Juris Naturae et Gentium Publici Fundamenta" (Roma 1852)
- "Idea storica della diplomazia ecclesiastica (Roma, 1864)
- "Storia religiosa e civile dei papi" (5 voll., Roma, 1860)
- "Sistema politica e religiosa di Federico II e di Pietro della Vigna" (1866)
- "Della società politica e religiosa rispetto al secolo XIX" (Firenze, 1876, condannato per decreto del Santo Offizio, aprile 1877)
- "Vita di Pio IX"